# Mikluho-Maklai (film)
Mikluho-Maklai (titlul original: în rusă Миклухо-Маклай) este un film biografic sovietic, realizat în 1947 de regizorul Aleksandr Razumnîi, protagoniști fiind actorii Serghei Kurilov, Galina Grigorieva, Mihail Astangov și Aleksei Maksimov. 
Filmul relatează despre celebrul etnograf rus Nikolai Mikluho-Maklai și despre călătoriile sale în Australia și Oceania, unde i-a studiat pe băștinași.

## Distribuție
- Serghei Kurilov – Mikluho-Maklai
- Galina Grigorieva – Margarita Robertson
- Mihail Astangov – doctorul Brandler
- Aleksei Maksimov – Robertson
- Valentina Kuindji – Lawrence
- Veiland Rodd – Ur
- Leb Fenin – guvernatorul
- Jim Komogorov – Boy
- Emmanuil Geller – Kafa
- Gheorghi Budarov – Тоmson
- Robert Robinson – Malu
  - roluri episodice:
- Arkadi Arkadiev –
- Vladimir Samoilov –
- Nikolai Volkov sr. – corespondent
- V. Makoveiski –
- I. Braghințeva –
- Aleksei Zubov – președintele „Societății Geografice”
- V. Kerolian –
- Leonid Pirogov – profesorul Ozerov